# Vítězslav Mácha
Vítězslav Mácha (ur. 6 kwietnia 1948 w Krmelínie, zm. 29 maja 2023) – czeski zapaśnik. W barwach Czechosłowacji dwukrotny medalista olimpijski.

## Kariera sportowa
Walczył w stylu klasycznym, w kategorii półśredniej (do 74 kilogramów). Brał udział w czterech igrzyskach (IO 68, IO 72, IO 76, IO 80), na dwóch zdobywał medale. Triumfował w 1972, cztery lata później był drugi. Był mistrzem świata w 1974 i 1977. Stawał na podium mistrzostw Europy (złoto w 1977, srebro w 1973 i 1974, brąz w 1972 i 1975).
We wrześniu 1972 otrzymał medal „za wybitne zasługi”.